# سیارک ۴۱۴۴

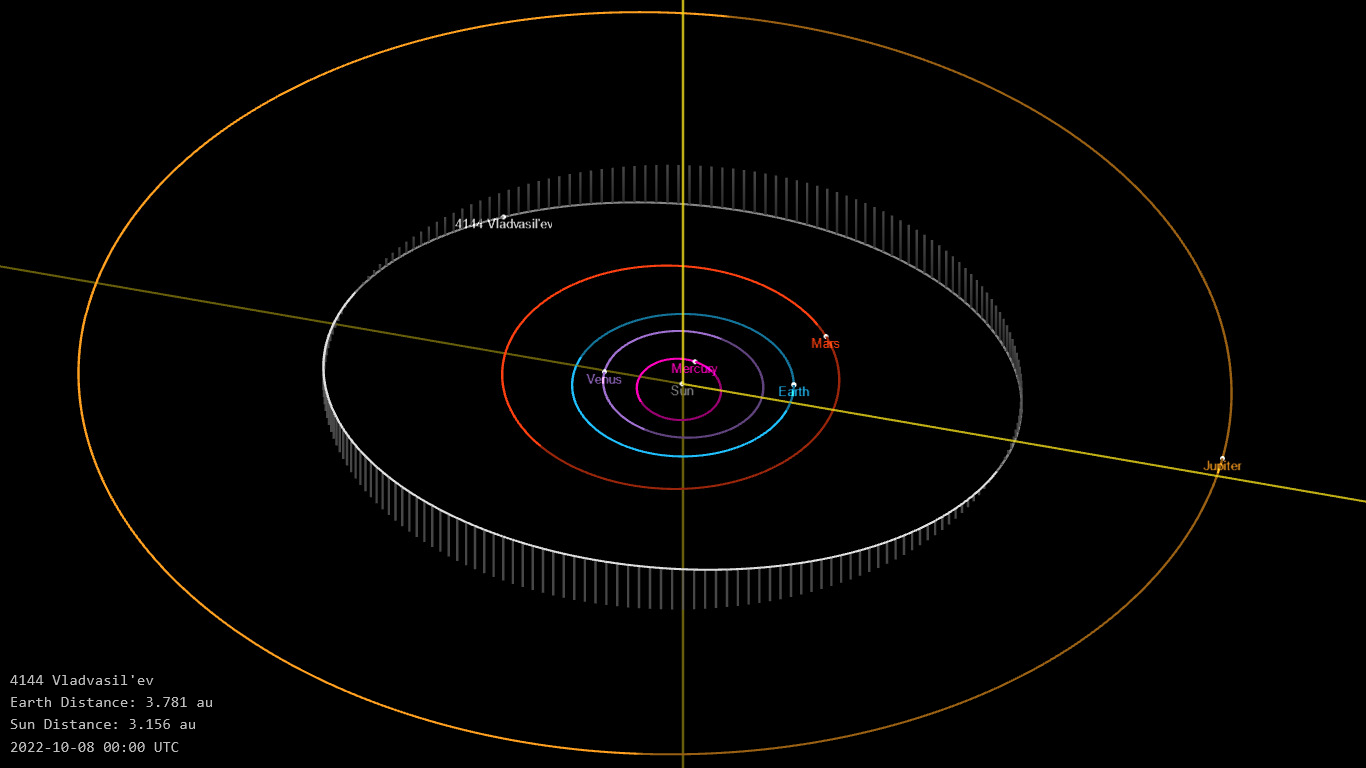
سیارک 4144

سیارک ۴۱۴۴ (به انگلیسی: 4144 Vladvasilʹev، نامگذاری:1981SW6) چهار هزار و صد و چهل و چهارمین سیارک کشف شده‌است که در ۲۸ سپتامبر ۱۹۸۱ کشف شد.
قدر مطلق سیارک برابر ۱۱٫۶۰ است.